# Priestleya sericea
Priestleya sericea är en ärtväxtart som först beskrevs av Carl von Linné, och fick sitt nu gällande namn av Ernst Meyer. Priestleya sericea ingår i släktet Priestleya och familjen ärtväxter. Inga underarter finns listade i Catalogue of Life.